# Omar El Hilali
Omar El Hilali (in arabo عمر الهلالي‎?; L'Hospitalet de Llobregat, 12 settembre 2003) è un calciatore marocchino, difensore dell'Espanyol.

## Biografia
Nato in Catalogna da una famiglia marocchina originaria di Tangeri, ha ottenuto la cittadinanza spagnola nel 2021.

## Carriera

### Club
Cresciuto nel settore giovanile dell'Espanyol, esordisce in prima squadra il 4 aprile 2021, nella partita di Segunda División vinta per 0-3 contro l'Albacete.

### Nazionale
Ha giocato nelle nazionali giovanili marocchine Under-20 ed Under-23.

## Statistiche

### Presenze e reti nei club
Statistiche aggiornate al 12 novembre 2023.
| Stagione          | Squadra           | Campionato        | Campionato | Campionato | Coppe nazionali | Coppe nazionali | Coppe nazionali | Coppe continentali | Coppe continentali | Coppe continentali | Altre coppe | Altre coppe | Altre coppe | Totale | Totale |
| Stagione          | Squadra           | Comp              | Pres       | Reti       | Comp            | Pres            | Reti            | Comp               | Pres               | Reti               | Comp        | Pres        | Reti        | Pres   | Reti   |
| ----------------- | ----------------- | ----------------- | ---------- | ---------- | --------------- | --------------- | --------------- | ------------------ | ------------------ | ------------------ | ----------- | ----------- | ----------- | ------ | ------ |
| 2020-2021         | Espanyol B        | SDB               | 17         | 0          | -               | -               | -               | -                  | -                  | -                  | -           | -           | -           | 17     | 0      |
| 2021-2022         | Espanyol B        | SR                | 30+1       | 0          | -               | -               | -               | -                  | -                  | -                  | -           | -           | -           | 31     | 0      |
| 2022-2023         | Espanyol B        | SR                | 11+2       | 0          | -               | -               | -               | -                  | -                  | -                  | -           | -           | -           | 13     | 0      |
| Totale Espanyol B | Totale Espanyol B | Totale Espanyol B | 58+3       | 0          |                 | -               | -               |                    | -                  | -                  |             | -           | -           | 61     | 0      |
| 2020-2021         | Espanyol          | SD                | 3          | 0          | CR              | 0               | 0               | -                  | -                  | -                  | -           | -           | -           | 3      | 0      |
| 2022-2023         | Espanyol          | PD                | 5          | 0          | CR              | 1               | 0               | -                  | -                  | -                  | -           | -           | -           | 6      | 0      |
| 2023-2024         | Espanyol          | SD                | 12         | 0          | CR              | 0               | 0               | -                  | -                  | -                  | -           | -           | -           | 12     | 0      |
| Totale Espanyol   | Totale Espanyol   | Totale Espanyol   | 20         | 0          |                 | 1               | 0               |                    | -                  | -                  |             | -           | -           | 21     | 0      |
| Totale carriera   | Totale carriera   | Totale carriera   | 81         | 0          |                 | 1               | 0               |                    | -                  | -                  |             | -           | -           | 82     | 0      |

## Palmarès

### Club

#### Competizioni nazionali
- Segunda División: 1

Espanyol: 2020-2021